# هراند آساطور

هراند آساطور (ارمنی: Հրանտ Ասատուր؛  زادهٔ ۵ ژوئن ۱۹۲۸ - درگذشته ۵ ژوئن ۱۹۲۸)  چهره سرشناس، روزنامه‌نگار اعتقادی، تاریخ‌نگار ادبی و ویراستار اهل ارمنستان بود.

## زندگی‌نامه
وی در ۲۲ اوت ۱۸۶۲ در کنستانتینوپل به دنیا آمد و از کالج رابرت فارغ‌التحصیل گشت. زابل سیبیل آساتور همسر وی بود. وی در ماسیس فعالیت می‌کرد. وی در ۵ ژوئن ۱۹۲۸ در سن سالگی در استانبول درگذشت.

## یادداشت
1. ↑  hy:հասարակական գործիչ
2. ↑  hy:հասարակական գործիչ